# Delfín Gallo
Delfín Gallo – miasto w Argentynie, w prowincji Tucumán, w departamencie Cruz Alta.
Według danych szacunkowych na rok 2010 miejscowość liczyła 8 828 mieszkańców.